# 兰茨
兰茨（德語：Lanz）是德国勃兰登堡州的一个市镇，隶属于普里格尼茨县。总面积为60.36平方千米，截至2020年总人口为717人。